# Télégraphe (stacja metra)
Télégraphe – stacja linii nr 11 metra  w Paryżu. Stacja znajduje się w 19. dzielnicy Paryża. Została otwarta 28 kwietnia 1935 r.